# Campionati del mondo di atletica leggera 2019 - Marcia 20 km femminile
La specialità della marcia 20 km femminile dei campionati del mondo di atletica leggera 2019 si è svolta la notte tra il 29 e il 30 settembre a Doha, in Qatar.

## Podio
| Pos.    | Atleta          | Nazionalità | Tempo    |
| ------- | --------------- | ----------- | -------- |
| Oro     | Liu Hong        | Cina        | 1h32'53" |
| Argento | Qieyang Shenjie | Cina        | 1h33'10" |
| Bronzo  | Yang Liujing    | Cina        | 1h33'17" |

## Situazione pre-gara

### Record
Prima di questa competizione, il record del mondo (RM) e il record dei campionati (RC) erano i seguenti.
| Record                | Prestazione | Atleta                   | Data                              | Competizione  |
| --------------------- | ----------- | ------------------------ | --------------------------------- | ------------- |
| Record mondiale       | 1h24'38"    | Liu Hong Cina            | 6 giugno 2015 La Coruña, Spagna   |               |
| Record dei campionati | 1h25'41"    | Olimpiada Ivanova Russia | 7 agosto 2005 Helsinki, Finlandia | Mondiali 2005 |

### Campionesse in carica
Le campionesse in carica, a livello mondiale e olimpico, erano:
| Campionesse | Atleta          | Prestazione | Data                                   | Competizione                |
| ----------- | --------------- | ----------- | -------------------------------------- | --------------------------- |
| Olimpico    | Liu Hong Cina   | 1h28'35"    | 19 agosto 2016 Rio de Janeiro, Brasile | Giochi della XXXI Olimpiade |
| Mondiale    | Yang Jiayu Cina | 1h26'18"    | 13 agosto 2017 Londra, Regno Unito     | Mondiali 2017               |

### La stagione
Prima di questa gara, gli atleti con le migliori tre prestazioni dell'anno erano:
| Pos. | Atleta                 | Prestazione | Data                            |
| ---- | ---------------------- | ----------- | ------------------------------- |
| 1    | Elena Lašmanova Russia | 1h24'31"    | 18 febbraio 2019 Soči, Russia   |
| 2    | Glenda Morejón Ecuador | 1h25'29"    | 8 giugno 2019 La Coruña, Spagna |
| 3    | Yang Jiayu Cina        | 1h25'34"    | 8 giugno 2019 La Coruña, Spagna |

## Risultati[2]
| Pos.    | Atleta                 | Nazionalità                 | Tempo    | Note                                     |
| ------- | ---------------------- | --------------------------- | -------- | ---------------------------------------- |
| Oro     | Liu Hong               | Cina                        | 1h32'53" |                                          |
| Argento | Qieyang Shenjie        | Cina                        | 1h33'10" |                                          |
| Bronzo  | Yang Liujing           | Cina                        | 1h33'17" |                                          |
| 4       | Érica de Sena          | Brasile                     | 1h33'36" |                                          |
| 5       | Sandra Arenas          | Colombia                    | 1h34'16" |                                          |
| 6       | Kumiko Okada           | Giappone                    | 1h34'36" |                                          |
| 7       | Nanako Fujii           | Giappone                    | 1h34'50" |                                          |
| 8       | María Pérez            | Spagna                      | 1h35'43" |                                          |
| 9       | Ana Cabecinha          | Portogallo                  | 1h36'31" |                                          |
| 10      | Jemima Montag          | Australia                   | 1h36'54" |                                          |
| 11      | Saskia Feige           | Germania                    | 1h37'14" |                                          |
| 12      | Mirna Ortiz            | Guatemala                   | 1h37'32" |                                          |
| 13      | Antonella Palmisano    | Italia                      | 1h37'36" | Miglior prestazione personale stagionale |
| 14      | Darya Paluektava       | Bielorussia                 | 1h37'42" |                                          |
| 15      | Raquel González        | Spagna                      | 1h38'02" |                                          |
| 16      | Yehualeye Beletew      | Etiopia                     | 1h38'11" |                                          |
| 17      | Valentina Trapletti    | Italia                      | 1h38'22" |                                          |
| 18      | Karla Jaramillo        | Ecuador                     | 1h38'26" |                                          |
| 19      | Anežka Drahotová       | Rep. Ceca                   | 1h38'29" |                                          |
| 20      | Nadiya Borovska        | Ucraina                     | 1h38'35" | Miglior prestazione personale stagionale |
| 21      | Katarzyna Zdziebło     | Polonia                     | 1h38'44" |                                          |
| 22      | Antigoni Drisbioti     | Grecia                      | 1h38'56" |                                          |
| 23      | Živilė Vaiciukevičiūtė | Lituania                    | 1h39'26" |                                          |
| 24      | Meryem Bekmez          | Turchia                     | 1h39'36" |                                          |
| 25      | Glenda Morejón         | Ecuador                     | 1h39'38" |                                          |
| 26      | Grace Wanjiru Njue     | Kenya                       | 1h39'58" |                                          |
| 27      | Alana Barber           | Nuova Zelanda               | 1h40'59" |                                          |
| 28      | Ángela Castro          | Bolivia                     | 1h41'15" |                                          |
| 29      | Inna Kashyna           | Ucraina                     | 1h41'44" |                                          |
| 30      | Ching Siu Nga          | Hong Kong                   | 1h42'55" |                                          |
| 31      | Yana Smerdova          | Atleti Neutrali Autorizzati | 1h43'49" |                                          |
| 32      | Valeria Ortuño         | Messico                     | 1h43'51" |                                          |
| 33      | Laura García-Caro      | Spagna                      | 1h44'05" |                                          |
| 34      | Rachel Seaman          | Canada                      | 1h45'40" |                                          |
| 35      | Maria Michta-Coffey    | Stati Uniti                 | 1h46'02" | Miglior prestazione personale stagionale |
| 36      | Noelia Vargas          | Costa Rica                  | 1h46'30" |                                          |
| 37      | Ilse Guerrero          | Messico                     | 1h46'32" |                                          |
| 38      | Mayra Pérez            | Guatemala                   | 1h46'42" |                                          |
| 39      | Viktória Madarász      | Ungheria                    | 1h47'38" |                                          |
|         | Leyde Guerra           | Perù                        | dnf      |                                          |
|         | Viviane Lyra           | Brasile                     | dnf      |                                          |
|         | Chahinez Nasri         | Tunisia                     | dnf      |                                          |
|         | Katie Hayward          | Australia                   | dq       |                                          |
|         | Ayşe Tekdal            | Turchia                     | dq       |                                          |
|         | Yang Jiayu             | Cina                        | dq       |                                          |